# Primera División de Montenegro 2016-17
La Primera División de Montenegro 2016-17 fue la edición número 11 de la Primera División de Montenegro. La temporada comenzó el 6 de agosto de 2016 y terminó el 27 de mayo de 2017 . Budućnost obtuvo su segundo título

## Sistema de competición
Los 12 equipos participantes jugaron entre sí todos contra todos tres veces totalizando 33 partidos cada uno, al término de la jornada 33 el primer clasificado obtuvo un cupo para la segunda ronda de la Liga de Campeones 2017-18, mientras que el segundo y tercer clasificado obtuvieron un cupo para la primera ronda de la Liga Europa 2017-18; por otro lado los tres últimos clasificados descendieron a la Segunda División de Montenegro 2017-18, mientras que los dos penúltimos jugaron los Play-offs de relegación contra el cuarto y quinto de la Segunda División de Montenegro 2016-17 para determinar su participación en la Primera División de Montenegro 2017-18.
Un tercer cupo para la primera ronda de la Liga Europa 2017-18 fue asignado al campeón de la Copa de Montenegro.

## Equipos participantes
| Equipo    | Ciudad       | Estadio                 | Capacidad |
| --------- | ------------ | ----------------------- | --------- |
| Bokelj    | Kotor        | Stadion pod Vrmcem      | 5.000     |
| Budućnost | Podgorica    | Stadion pod Goricom     | 15.230    |
| Dečić     | Tuzi         | Tuško polje             | 3.000     |
| Grbalj    | Radanovići   | Donja Sutvara           | 1.500     |
| Iskra     | Danilovgrad  | Braće Velašević         | 2.500     |
| Jedinstvo | Bijelo Polje | Gradski stadion         | 5.000     |
| Lovćen    | Cetiña       | Stadion Obilića Poljana | 2.000     |
| Mladost   | Podgorica    | FK Mladost              | 2.000     |
| Petrovac  | Petrovac     | Stadion pod Malim brdom | 1.630     |
| Rudar     | Pljevlja     | Stadion pod Golubinjom  | 5.140     |
| Sutjeska  | Nikšić       | Stadion kraj Bistrice   | 5.214     |
| Zeta      | Golubovci    | Stadion Trešnjica       | 4.000     |

### Ascensos y descensos
| Pos. | Ascendidos de Segunda División 2015-16 |
| ---- | -------------------------------------- |
| 1    | Jedinstvo                              |

| Pos. | Descendidos de Primera División 2015-16 |
| ---- | --------------------------------------- |
| 12   | Mornar                                  |

## Tabla de posiciones
| Pos. | Equipo        | Pts. | PJ | G  | E  | P  | GF | GC | Dif. | Clasificación 2017-18                  |
| ---- | ------------- | ---- | -- | -- | -- | -- | -- | -- | ---- | -------------------------------------- |
| 1    | Budućnost (C) | 57   | 33 | 17 | 6  | 10 | 52 | 28 | +24  | Segunda ronda de la Liga de Campeones  |
| 2    | Zeta          | 57   | 33 | 19 | 6  | 8  | 38 | 17 | +21  | Primera ronda de la Liga Europa        |
| 3    | Mladost       | 57   | 33 | 16 | 9  | 8  | 46 | 22 | +24  | Primera ronda de la Liga Europa        |
| 4    | Sutjeska      | 55   | 33 | 15 | 10 | 8  | 43 | 25 | +18  | Primera ronda de la Liga Europa        |
| 5    | Dečić         | 50   | 33 | 14 | 8  | 11 | 27 | 32 | −5   |                                        |
| 6    | Iskra         | 49   | 33 | 14 | 7  | 12 | 29 | 32 | −3   |                                        |
| 7    | Grbalj        | 46   | 33 | 11 | 13 | 9  | 28 | 25 | +3   |                                        |
| 8    | Rudar (O)     | 42   | 33 | 11 | 9  | 13 | 35 | 31 | +4   | Promoción por la permanencia           |
| 9    | Petrovac (O)  | 39   | 33 | 11 | 6  | 16 | 30 | 50 | −20  | Promoción por la permanencia           |
| 10   | Bokelj        | 36   | 33 | 8  | 12 | 13 | 28 | 34 | −6   | Descenso a la Segunda División 2017-18 |
| 11   | Lovćen        | 34   | 33 | 10 | 7  | 16 | 25 | 36 | −11  | Descenso a la Segunda División 2017-18 |
| 12   | Jedinstvo     | 14   | 33 | 3  | 5  | 25 | 20 | 69 | −49  | Descenso a la Segunda División 2017-18 |

Actualizado a los partidos jugados el 27 de mayo de 2017.
 Fuente: Soccerway
Notas:
1. ↑  Zeta se le dedujeron 6 puntos[2][3][4]
2. ↑  Sutjeska obtuvo un cupo para la Primera ronda de la Liga Europa 2017-18, tras ganar la Copa de Montenegro.
3. ↑  Lovćen se le dedujeron 3 puntos[5]

## Tabla de resultados cruzados
| Local \ Visitante | BOK | BUD | DEČ | GRB | ISK | JED | LOV | MLA | PET | RUD | SUT | ZET |
| ----------------- | --- | --- | --- | --- | --- | --- | --- | --- | --- | --- | --- | --- |
| Bokelj            | —   | 2–2 | 1–1 | 0–0 | 0–1 | 2–1 | 0–0 | 1–0 | 3–0 | 2–1 | 1–2 | 0–1 |
| Budućnost         | 3–0 | —   | 0–1 | 2–0 | 2–0 | 2–0 | 5–0 | 1–0 | 5–0 | 0–2 | 4–2 | 1–0 |
| Dečić             | 1–3 | 1–2 | —   | 1–0 | 1–2 | 2–1 | 2–1 | 2–0 | 1–4 | 2–1 | 1–0 | 2–0 |
| Grbalj            | 0–0 | 1–1 | 3–0 | —   | 1–1 | 1–0 | 2–0 | 1–0 | 0–1 | 2–1 | 2–2 | 1–0 |
| Iskra             | 1–0 | 0–3 | 0–0 | 0–1 | —   | 1–2 | 1–0 | 1–3 | 1–0 | 1–0 | 0–3 | 0–2 |
| Jedinstvo         | 1–0 | 0–0 | 0–1 | 2–2 | 1–2 | —   | 0–2 | 0–1 | 1–3 | 0–0 | 0–0 | 0–3 |
| Lovćen            | 2–0 | 0–2 | 0–0 | 2–1 | 1–0 | 2–0 | —   | 0–0 | 0–1 | 0–0 | 0–2 | 0–1 |
| Mladost           | 3–1 | 1–2 | 1–0 | 0–0 | 0–0 | 5–0 | 0–0 | —   | 1–0 | 2–1 | 2–1 | 1–0 |
| Petrovac          | 1–1 | 0–2 | 3–0 | 1–0 | 2–1 | 0–0 | 1–0 | 0–3 | —   | 1–2 | 0–3 | 1–1 |
| Rudar             | 2–0 | 1–0 | 0–0 | 1–1 | 0–0 | 5–0 | 1–1 | 0–1 | 3–2 | —   | 1–0 | 1–1 |
| Sutjeska          | 2–0 | 1–1 | 1–1 | 1–1 | 2–1 | 3–2 | 1–0 | 1–1 | 0–0 | 1–0 | —   | 0–0 |
| Zeta              | 1–0 | 1–1 | 0–1 | 2–1 | 3–1 | 1–0 | 1–0 | 0–0 | 0–0 | 3–0 | 1–0 | —   |

| Local \ Visitante | BOK | BUD | DEČ | GRB | ISK | JED | LOV | MLA | PET | RUD | SUT | ZET |
| ----------------- | --- | --- | --- | --- | --- | --- | --- | --- | --- | --- | --- | --- |
| Bokelj            | —   | —   | 2–1 | 0–0 | —   | —   | 0–1 | 0–0 | —   | 0–0 | —   | —   |
| Budućnost         | 2–2 | —   | 2–0 | 0–2 | —   | 4–1 | —   | 0–3 | —   | 3–2 | —   | —   |
| Dečić             | —   | —   | —   | —   | 0–0 | 2–1 | 1–0 | 0–0 | 0–0 | —   | 1–0 | —   |
| Grbalj            | —   | —   | 0–1 | —   | 2–3 | 1–0 | 0–3 | 0–0 | 1–0 | —   | —   | —   |
| Iskra             | 0–0 | 1–0 | —   | —   | —   | —   | —   | —   | 4–0 | —   | 1–0 | 1–0 |
| Jedinstvo         | 1–3 | —   | —   | —   | 0–2 | —   | 0–1 | —   | 3–1 | 1–4 | —   | —   |
| Lovćen            | —   | 1–0 | —   | —   | 0–0 | —   | —   | —   | 6–0 | —   | 0–2 | 0–3 |
| Mladost           | —   | —   | —   | —   | 1–2 | 6–2 | 7–2 | —   | 2–0 | —   | 1–3 | 0–1 |
| Petrovac          | 1–3 | 1–0 | —   | —   | —   | —   | —   | —   | —   | 3–1 | 0–1 | 3–1 |
| Rudar             | —   | —   | 1–0 | 0–0 | 2–0 | —   | 2–0 | 0–1 | —   | —   | —   | —   |
| Sutjeska          | 1–1 | 1–0 | —   | 0–0 | —   | 4–0 | —   | —   | —   | 2–0 | —   | —   |
| Zeta              | 1–0 | 1–0 | 3–0 | 0–1 | —   | 3–0 | —   | —   | —   | 1–0 | —   | —   |

| 1. |

## Play-offs de relegación
Fue jugado entre el octavo y noveno clasificado de la liga contra el subcampeón y el tercero de la Segunda División de Montenegro.

#### Otrant - Rudar Pljevlja
| Ida; 31 de mayo de 2017, 17:30 | Otrant          | 1:0 (1:0) | Rudar Pljevlja | Stadion Olympic, Ulcinj                                      |                                                              |
|                                | - Tachibana 14' | Reporte   |                | Asistencia: 1.500 espectadores Árbitro(s): Jovan Kaluđerović | Asistencia: 1.500 espectadores Árbitro(s): Jovan Kaluđerović |

| Vuelta; 4 de junio de 2017, 17:30 | Rudar Pljevlja                    | 3:0 (1:0) (Global 3:1) | Otrant | Gradski Stadion de Pljevlja, Pljevlja |                           |
|                                   | - Božović 33' - Melunović 53' 67' | Reporte                |        | Árbitro(s): Miloš Novović             | Árbitro(s): Miloš Novović |

| Se mantiene en Primera Rudar Pljevlja |

#### Petrovac - Ibar
| Ida; 31 de mayo de 2017, 17:30 | Petrovac                                    | 4:0 (2:0) | Ibar | Stadion Pod Malim Brdom, Petrovac                      |                                                        |
|                                | - Vučinić 37' - Kacić 45+3' 61' - Pepić 64' | Reporte   |      | Asistencia: 350 espectadores Árbitro(s): Miloš Novović | Asistencia: 350 espectadores Árbitro(s): Miloš Novović |

| Vuelta; 4 de junio de 2017, 17:30 | Ibar         | 1:1 (0:0) (Global 1:5) | Petrovac        | Sports Center Rožaje, Rožaje  |                               |
|                                   | - Suzuki 77' | Reporte                | - 65' Ragipović | Árbitro(s): Jovan Kaluđerović | Árbitro(s): Jovan Kaluđerović |

| Se mantiene en Primera Petrovac |

## Goleadores
Actualizado el 27 de mayo de 2017.
| Pos. | Jugador           | Club      | Goles |
| ---- | ----------------- | --------- | ----- |
| 1    | Zoran Petrović    | Mladost   | 14    |
| 2    | Goran Vujović     | Budućnost | 12    |
| 3    | Bojan Božović     | Sutjeska  | 11    |
| 3    | Radomir Đalović   | Budućnost | 11    |
| 5    | Vule Vujačić      | Dečić     | 10    |
| 6    | Milivoje Raičević | Budućnost | 9     |
| 6    | Rodoljub Paunović | Iskra     | 9     |
| 6    | Marko Đurović     | Lovćen    | 9     |
| 9    | Admir Adrović     | Mladost   | 8     |
| 9    | Igor Ivanović     | Sutjeska  | 8     |